# 仙台市内の通り
仙台市内の通り（せんだいしないのとおり）は、宮城県仙台市内の主たる通りの一覧である。

## 高規格道路
- 東北自動車道（ - 仙台南IC/JCT - 仙台宮城IC - 泉PA/スマートIC -  泉IC - ）
- 三陸自動車道（仙台港北IC - ）
- 仙台東部道路（ - 仙台若林JCT - 仙台東IC - 仙台港IC - 仙台港北IC）
- 仙台南部道路（仙台南IC/JCT - 山田IC - 長町IC - 今泉IC - 仙台若林JCT）
- 仙台西道路（折立IC）

## 一般国道
- 国道4号
- 国道6号（岩沼市藤浪交差点まで国道4号と重複）
- 国道45号
- 国道47号
- 国道48号
- 国道286号
- 国道346号 - 国道45号と重複
- 国道457号

## 主要県道
- 宮城県道8号仙台松島線
- 宮城県道10号塩釜亘理線
- 宮城県道22号仙台泉線
- 宮城県道23号仙台塩釜線
- 宮城県道31号仙台村田線
- 宮城県道35号泉塩釜線
- 宮城県道37号仙台北環状線
- 宮城県道39号仙台岩沼線
- 宮城県道54号井土長町線
- 宮城県道55号定義仙台線
- 宮城県道56号仙台三本木線
- 宮城県道62号仙台山寺線

## 主要市道
- 仙台市主要地方道90号仙台南環状線

## 命名道路

### 街道・バイパス
- 奥州街道（陸羽街道、仙台道）
- 仙台バイパス（国道4号・国道6号・国道47号）
- 石巻街道（国道45号）
- 仙塩街道（国道45号）
- 愛子バイパス（国道48号）
- 作並街道（国道48号）
- 笹谷街道（国道286号）
- 根白石バイパス（国道457号）
- 利府街道（宮城県道8号仙台松島線）
- 産業道路（宮城県道23号仙台塩釜線）
- 秋保街道（宮城県道62号仙台山寺線）
- 二口街道（宮城県道62号仙台山寺線）

### 都市計画道路
- 北四番丁大衡線（宮城県道264号大衡仙台線）
- 北四番丁岩切線
- 東仙台泉線
- 川内南小泉線
- 八乙女折立線（宮城県道37号仙台北環状線）
- 郡山折立線
- 花京院通南光台線
- 岩切根白石線
- 長町八木山線
- 川内旗立線
- 狐小路尼寺線
- 元寺小路福室線
- 宮沢根白石線
- 南小泉茂庭線

### その他
- 中央通り
- 北九番丁通り
- 北十番丁通り
- 東十番丁通り
- 初恋通り
- 銀杏坂
- 東の杜大通り
- 海の見える大通り